# Universidad Abierta de Chipre
La Universidad Abierta de Chipre (en inglés Open University of Cyprus; en griego: Ανοικτό Πανεπιστήμιο Κύπρου) está ubicada en Nicosia (Chipre). Es la única universidad chipriota de educación a distancia. Fue creada en 2001 y cuenta con 500 estudiantes.[cita requerida]